# Megalopyge nuda
Megalopyge nuda is een vlinder uit de familie van de Megalopygidae. De wetenschappelijke naam van de soort is voor het eerst geldig gepubliceerd in 1789 door Stoll.